# 4-硝基亚苄基丙二腈
4-硝基亚苄基丙二腈是一种有机化合物，化学式为C10H5N3O2。它可由4-硝基苯甲醛和丙二腈的Knoevenagel缩合反应制得。它和次氯酸钙反应，可以得到2,2-二氰基-3-(4-硝基苯基)环氧乙烷。